# Фотилово
Фотѝлово или Сачивен (на гръцки: Φωτολίβος, Фотиловос) е село в Гърция, дем Просечен.

## География
Селото е разположено в Драмското поле на 65 m надморска височина, източно от град Сяр (Серес) и югозападно от Драма, на левия бряг на Панега при вливането ѝ в Драматица.

## История

### Етимология
Според Йордан Н. Иванов името Фотилово произхожда от личното име Фотѝл, което идва от Фот(о) и -ил, подобно на Момчѝл.

### В Османската империя
В началото на XX век Фотилово е село в Драмска каза на Османската империя. Според статистиката на Васил Кънчов („Македония. Етнография и статистика“) в 1900 година Фотелиго (Фотилово, Сачивелъ) има 180 жители, от които 60 българи и 120 цигани.

### В Гърция
През Балканската война селото е освободено от части на българската армия, но остава в Гърция след Междусъюзническата война в 1913 година. Не фигурира в преброяването от 1913 година, което значи, че се е разпаднало през войните. През 1916 - 1918 година е под българско управление. В 1923 - 1924 година в селото са заселени над 400 гръцки бежански семейства с 1563 души. Според преброяването от 1928 година Фотилово е изцяло бежанско село с 24 бежански семейства с 82 души. В 1940 година селото има 1509 жители, но като отделни селища са регистрирани Пондии и Чифлик. В 1961 година има 1296 жители, но Чифлик отново е броено отделно.
Населението произвежда памук, жито, фуражни и други земеделски култури, а се занимава частично и с краварство.
| Година    | 1913 | 1920 | 1928 | 1940 | 1951 | 1961 | 1971 | 1981 | 1991 | 2001 | 2011 | 2021 |
| --------- | ---- | ---- | ---- | ---- | ---- | ---- | ---- | ---- | ---- | ---- | ---- | ---- |
| Население |      | 133  | 1805 | 1509 | 1179 | 1296 | 1735 | 1714 | 1728 | 1817 | 1484 | 1260 |